# 雷茨施塔特
雷茨施塔特（德語：Retzstadt，發音：[ˈʁɛtsˌʃtat]）是德国巴伐利亚州下弗兰肯行政区美因-施佩萨特县的市镇，面积18.08平方千米，2023年12月31日人口为1,633人。